# Карл Вінчестер
Карл Вінчестер (англ. Carl Winchester, нар. 12 квітня 1993, Белфаст, Північна Ірландія) — північноірландський футболіст, півзахисник клубу «Сандерленд».